# Glossina medicorum
Glossina medicorum
Pour les articles homonymes, voir Mouche et Goma Tsé-Tsé.
Espèce
Glossina medicorum est l'une des 23 espèces reconnues de mouches tsé-tsé (genre Glossina) et appartient au groupe forestier/fusca (sous-genre Austenina).

## Répartition
L'Afrique de l'Ouest était historiquement connue comme la principale région d'occurrence de Glossina medicorum, du Libéria à l'ouest au Nigéria à l'est,, mais l'espèce a également été signalée ou suggérée en République centrafricaine, au Congo, en République démocratique du Congo, au Gabon, en Sierra Leone et en Ouganda,,. Cependant, une revue de la littérature scientifique de 1990 à 2020 n'a confirmé la présence de G. medicorum que dans trois pays : le Burkina Faso, la Côte d'Ivoire et le Togo,,,.